# 溺愛ロワイヤル
『溺愛ロワイヤル』（できあいロワイヤル）は、八神千歳による日本の漫画作品。『ちゃお』（小学館）にて2020年4月号より連載中。略称は「溺ロワ」。連載開始月の2020年3月、ちゃおチャンネルにてボイスコミック化された。

## あらすじ
神楽一姫は父親が魔界の魔王であること、治癒魔法が使える以外は普通の少女として人間界の中学校に通っている。いつもは友人たちや幼なじみの魔族男子3人組、狼族の月島澪、鬼の一族の橘琉二、吸血鬼一族の黒崎十夜と他愛もない日々を暮らしていたが、14歳の誕生日を迎えた夜、父親から誕生日プレゼントとして3人が贈られ、この中から婚約者を1人選ぶよう促された。今まで異性を意識したことがなく困惑する一姫をよそに、3人は一姫のことが本当に好きで、誰が正式な婚約者になれるか競うこととなった。。

## 登場人物
声の項はボイスコミックの声優。

### 主要キャラ
神楽 一姫（かぐら いつき）
声 - 北野更
本作の主人公。14歳。魔王の娘だが、治癒魔法能力と魔族が惹かれやすい血液の持ち主以外は普通の女子中学生。普段は人間界で暮らしており、いつもどおりの日々を願っているが、澪、琉二、十夜の3人に翻弄される毎日を送る羽目になる。
怒ると怖い。魔王と同じようにツノが出る。
月島 澪（つきしま みお）
声 - 加藤渉
一姫の幼馴染。人狼一族の男の子。人狼特有の身体能力を誇るが、新月になると魔力が少なくなる。
活動的で不器用だが、一姫に一途な思いを寄せている。
橘 琉二（たちばな りゅうじ）
声 - 江田拓寛
一姫の幼馴染。鬼一族の男の子。同じく一姫に一途な思いを寄せている。
とても男らしく頼もしい性格で澪、十夜と違い一姫に対してあまりベタベタ接したりはしない。しかし澪と十夜には容赦なく力づくで邪魔をする。ラテアートでクマを作れるくらい器用。力が強く、消防車二台は持てると豪語している。反面、魔界アイテムや一姫に関してでトラブルに巻き込まれやすい体質でもある。
黒崎 十夜（くろさき とおや）
声 - 佐藤元
一姫の幼馴染。吸血鬼一族の男の子。日光が苦手。空が飛べる。
夜になると性格が変わり、プレイボーイっぽくなるが、やはり一姫に一途な思いを寄せている。
最近は昼間でもプレイボーイっぽい。大ボケ。

### 準レギュラー
魔王（まおう）
声 - 蒔村拓哉
一姫の父親。魔王でありながら一姫と一緒に人間界で暮らしている。一姫が澪、琉二、十夜の3人に翻弄されるきっかけを作った張本人。
使い魔が２人いる（後述参照）。年齢は五百歳ほどで、魔王になったのは四百年ほど前らしいが、外見はとてもそのような年齢には見えないイケメン。なお、本作では人間たちにも魔族の存在が認知されており、一姫たちのクラスメートはみんな一姫たちが魔族であることを知っている。
ルイとジャック
魔王の使い魔。色白のキャラがルイで、色黒のキャラがジャック。魔界からたびたび怪しげな魔法のアイテムを持ち込んでは様々な騒動を引き起こす。普段は小悪魔の姿をしているが、実は彼らもイケメンに変身できる。彼らは風呂を共にするほど公私親愛な友人関係だが、人間態でも人目を気にしないため、傍から見れば同性愛そのものである。
岬（みさき）と鳴子（なるこ）
声 - 春川友紀、向井莉生
人間の女の子で、一姫のクラスメート。長髪のキャラが岬で、短髪のキャラが鳴子。本作では人間たちは基本的にモブキャラの扱いで、名前のある人間キャラはこの２人だけである。ちなみに鳴子は十夜推しらしい。

### その他
狗居 天弥 (いぬい あまね)
39話から登場。一姫に思いを寄せる天狗族の男の子。天狗一族の跡取りとして、小さな頃から父親に早く嫁を貰えと言われ、探していた10年前に、魔界アイテムでタイムスリップした一姫に一目惚れし以来彼女のことを一途に10年もの間調べていた。ついに一姫が通っている高校、住んでる家まで探し出して、転校。一姫に会ってプロポーズしするも一姫に婚約者たちがいると知り玉砕すると涙を流すナイーブな一面がある。しかし一姫に対する独占欲は強いため、澪たちがいても容赦はせず、天狗一族の封印箱に閉じ込め無効化した。しかし封印は3人の馬鹿力で破られ窮地に陥り、さらに一姫の怒りを呼び、大嫌いと言われたことに心理的ショックを受け気絶してしまった。
金剛丸　武蔵　(こんごうまる　むさし)
51話から登場。鬼一族の男子生徒。見た目は幼い雰囲気だが、実は一姫たちより１学年上の中学３年生。目隠れ系低身長男子で頭に角が一つ生えている。鬼一族でありながら力が弱く、年下の鬼たちに馬鹿にされており、エリート鬼一家である橘家に強い憧れを持ち、琉二に弟子入りしようとする。琉二は弟子入りは断ったが、稽古相手ならと承諾した。しかししつこく付き纏うので、しびれを切らして稽古で強さを確かめるが、物凄く非力で相手にもならなかった。武蔵は琉二に小間使いを対価に守られようと画策するも「何かをかけて守りたいものはあるか?」と問われ、自分になかったことを自覚する。しかし反省することなくさらに強さに固執し、自分の特殊能力「相手の魔力を吸って肉体を増強する術」を用いて青年に変身。琉二のすべての魔力を奪おうとするも一姫に阻止された。ちなみに特技は手相占いらしい。
高蜂　密月　（たかばち　みつき）
55話から登場。キスで異性を虜にするポイズン（毒）を持つ魔界蜂の一族の少女。本来の姿は触角に蜂の羽が生えているが普段は隠している。ツインテールに独特なニュアンスの言葉を話し、自分のことは可愛いと思っている。3人に溺愛されている一姫を純粋に羨ましがり、魔界蜂の能力で誘拐した。夢が逆ハーレムの密月王国（みつきキングダム）を築くことで普段は気に入った男子を能力で虜にし、密月ボーイズとしてローマの奴隷服と首輪を着せて逆ハーレムシステムを構築しており、通っている中学校裏の樹木に宮殿を構えている。しかし本人に愛されたい願望はあるが恋愛感情は微塵もない。今まで能力で解決してきた澪、瑠二、十夜がもっとも手こずった魔族であり、毒が精神に作用し逃れられなかったが、一姫の決死のキスによる毒消しによって解放された。弱点は毒が効きにくいひとには持続性がないため、常にキスし続けなければならない。一姫の活躍で3人を毒の虜から抜け出されたが、怒るどころか今まで自分の毒を消せた人がいなかったためかえって一姫を称賛した。
巽 六華（たつみ ろつか）
一姫たちの学校の中学3年生。ゴルゴーン一族の一人。
天才彫刻家と呼ばれているが、ゴルゴーンの魔力で人間を石にしたものではないかと示唆されている。一姫を作品（石）にして飾りたいと思っている。
橘 琉一（たちばな りゅういち）
琉二の兄。ブラコン。成瀬リューイチという芸名で俳優をしている。やはり琉二と同じく鬼なので机を軽々と持てる。
優子 (ゆうこ)
一姫が買い物中に出会った幽霊の少女。生前(100年前)に貴仁という青年に片思いをし、デートの約束をしたが、バナナに足を滑らす怪事に遭い、頭を強く打って亡くなった。以来、貴仁とデートができなかった未練を持ち幽霊として彷徨っていた。ある時、顔が似ていた澪を貴仁と勘違いして一姫たちと出会った。そして未練をなくすために(一姫の懇願もあり)澪とデートしたが、澪の本意を知り身を引いた。しかし、成仏はせず、逆に新しい恋を探すため、この世に留まり一姫たちの学校に赴くようになった。一姫と澪が付き合っていると勘違いをしている。
モ・ネール
魔界で名を馳せている筆のようなすがたの画家。個展の目玉として十夜をモチーフに絵を描きたいと人間界まで足を運んで十夜にオファーを出していた。一姫の嘆願で十夜は承諾するも、彼の描く絵は魔界の額縁に入れるまで絵が動くことがあるといいトラブルになった。人間(長髪の男性)に化けることができ、現在は一姫が通っている高校で美術の教鞭を取っている。なおモ・ネールが簡単に人の姿を解くので、人外であることはクラスメイトからは周知の事実。
十夜の父
400年以上500年未満生きている吸血鬼。人間界では医者をしており、普段は家にいない。しかし女たらしで本性をあらわにする。十夜を大人にしたような姿だが、右目にほくろがある。大きくなった一姫に感動し、十夜の花嫁にしようと企むも澪、琉二に阻止された。実は婚約候補のことを魔王から全く聞かされておらず、困惑憤慨し、一姫の家に赴き魔王から事情を知ることとなってしまった。

## 制作背景
作者の八神によると、本作は「どちらかというと、男の子の目線で描いて」いる。澪、琉二、十夜がそれぞれ「どうやってこの女の子を自分のものにするか？」ということを考えているように描き、一姫がモテて困惑するという話ではない。3人について「吸血鬼や人狼などの種族は意識」しながら、「全員わかりやすいイケメンベース」で描かれている。

## 書誌情報
- 八神千歳 『溺愛ロワイヤル』 小学館〈ちゃおコミックス〉、既刊13巻（2025年5月26日現在）
  1. 2020年9月1日発売[4]、ISBN 978-4-09-871096-6
  2. 2021年2月1日発売[5]、ISBN 978-4-09-871287-8
  3. 2021年6月30日発売[6]、ISBN 978-4-09-871422-3
  4. 2021年12月24日発売[7]、ISBN 978-4-09-871558-9
  5. 2022年6月24日発売[8]、ISBN 978-4-09-871630-2
  6. 2022年10月26日発売[9]、ISBN 978-4-09-871818-4
  7. 2023年2月24日発売[10]、ISBN 978-4-09-872007-1
  8. 2023年8月25日発売[11]、ISBN 978-4-09-872251-8
  9. 2023年12月26日発売[12]、ISBN 978-4-09-872437-6
  10. 2024年3月26日発売[13]、ISBN 978-4-09-872534-2
  11. 2024年7月25日発売[14]、ISBN 978-4-09-872743-8
  12. 2024年12月25日発売[15]、ISBN 978-4-09-872823-7
  13. 2025年5月26日発売[16]、ISBN 978-4-09-873081-0